# Otroci z našega dvorišča
Otroci z našega dvorišča je otroška pravljica, ki govori o otrocih, ki se brezskrbno igrajo na dvorišču. Pri tem si sami ustvarjajo domišljijski svet poln doživetij in novih dogodivščin. Knjigo je napisal Bogdan Novak, izšla pa je leta 1995.

## Kratka vsebina
Pravljice govorijo o otrocih, ki se na dvorišču in v njegovi bližini skupaj igrajo in si tako krajšajo popoldneve. Ko se ob običajnih igrah začnejo dolgočasiti, pogosto zaidejo v domišljijski svet, ki je bolj zanimiv in poln novih dogodivščin. V domišljijskem svetu se tako lahko pogovarjajo z živalmi, travnik postane morje, biserni čolniček jih popelje v deželo princev in princes, običajen dan pa spremenijo v dan lizik - praznik, ki je namenjen samo otrokom. Vendar pri tem včasih naletijo tudi na kakšne ovire, ki jih spet popeljejo v resnični svet.

## Predstavitev književne osebe
Osrednja književna oseba so otroci, stari približno sedem let. Veliko svojega prostega časa preživijo na dvorišču pred blokom, kjer se skupaj igrajo. Če se začnejo dolgočasiti, si ustvarijo svoj domišljijski, pravljični svet, v katerem lahko delajo stvari, ki jih v svetu odraslih ne morejo. Tako na primer postane v pravljici [Piknik] miza njihov novi motorni čoln, s katerim se odpeljejo po razburkanem morju do sosedovega travnika na piknik in se prav tako tudi vrnejo nazaj na njihovo dvorišče. Včasih doživijo tudi kakšno izkušnjo, ki jim je neprijetna. Tako se mora v pravljici [Fantalin potepin] deček Peter soočiti s starejšimi dečki, ki ga na poti na igrišče v Tivoliju obkrožijo in se mu posmehujejo, ker je tako majhen in prestrašen. Pri odraščanju se naučimo tudi tega, da se moramo vedno potruditi narediti tisto kar je prav. Do slednjega spoznanja pa na različne načine pridejo tudi nekateri otroci z našega dvorišča.

## Analiza
Otroci z našega dvorišča je knjiga sestavljena iz 10 kratkih sodobnih pravljic za otroke. Pravljice so preproste, njihova tema pa je čisto vsakdanja. Pravljice vznemirjajo in spodbujajo otroško domišljijo, poleg tega pa so tudi poučne. Glavna književna oseba so otroci, takšni kakršne srečamo vsak dan. Dvorišče, na katerem se igrajo skoraj vsak dan, si spremenijo v pravljični svet, ki pa je veliko lepši, večji in bolj zanimiv od sveta odraslih. Nekateri izmed njih se srečajo tudi že z nekaj težavami, ki so sestavni del odraščanja. Najpomembnejše pri tem pa je, da na koncu spoznajo, da se tudi če naredijo kakšno napako, lahko vedno zanesejo na svoje starše, ki jim stojijo ob strani in jim pomagajo.